# Concia

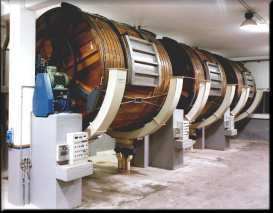
Concia delle pelli in bottale

La concia è il trattamento a cui vengono sottoposte le pelli al fine di conservarle e lavorarle.
L'industria conciaria è il settore industriale che produce pelli e cuoio destinate prevalentemente all'industria della moda, ma è largamente utilizzata in altri settori.

## Distretti conciari
In Italia risultano 1 330 aziende:
- nel Veneto (Arzignano), con 489 imprese.
- in Toscana (Santa Croce sull'Arno), con 567 imprese. Denominato anche Distretto del cuoio.
- in Campania (Solofra), con 179 imprese.
- in Lombardia (Magentino), con 50 imprese

Vi si aggiungono altre concerie eccellenti ma isolate in Piemonte (Torino), nelle Marche, in Campania e in Puglia (Monopoli)
Sono presenti, nel tessuto imprenditoriale, moltissime piccole aziende, i cosiddetti "terzisti", che effettuano singole operazioni meccaniche o chimiche per conto delle concerie.
Questa suddivisione rappresenta anche una specializzazione nella produzione di tipi di cuoio:
- nel Veneto si producono prevalentemente pelli bovine di ampia superficie, destinate ad arredamento ed automobili.
- in Toscana si lavorano prevalentemente pelli bovine di media superficie per pelletteria, tomaia e cuoio da suola.
- in Campania si è specializzati nella lavorazione delle pelli ovine e caprine destinate ad abbigliamento, calzature e pelletteria.
- in Lombardia, invece, si lavorano prevalentemente pelli caprine piccole per pelletteria e calzature.

## Storia

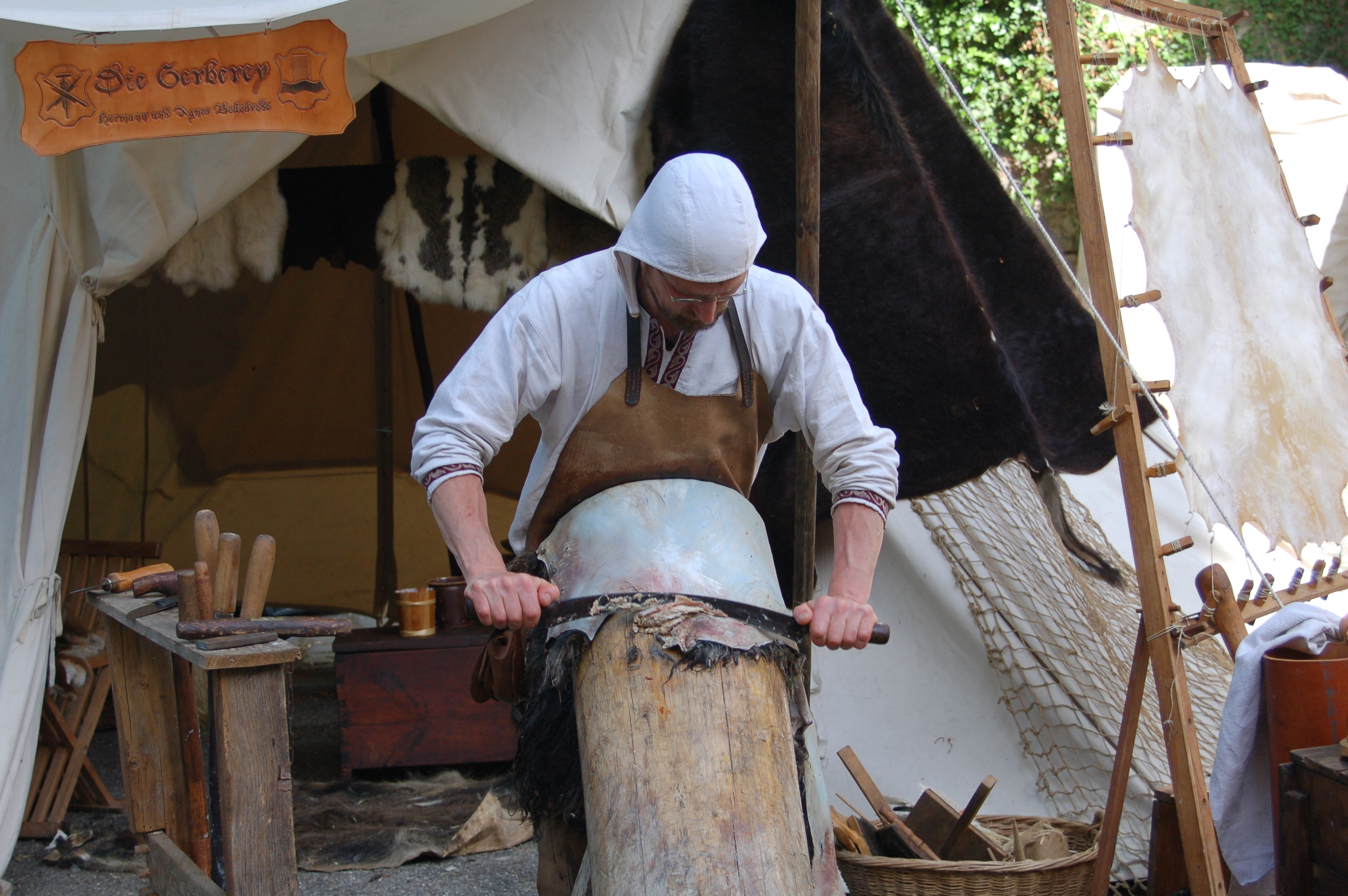
Scarnatura delle pelli in una ricostruzione storica

L'uomo preistorico si accorse che la pelle degli animali che cacciava per alimentarsi poteva servirgli come protezione dagli agenti atmosferici. La pelle tuttavia è un materiale organico proteico e quindi durava pochi giorni perché andava ben presto in putrefazione.
Ci si accorse poi, probabilmente per caso, che se la pelle era stata esposta al fumo del fuoco acceso per riscaldarsi o per cuocere la carne, oppure se la pelle era stata immersa in acqua in cui erano immersi anche rami o foglie di piante e alberi, allora si conservava molto più a lungo. Era stata in pratica scoperta la concia alle aldeidi (di cui il fumo di legni freschi è ricco) e la concia vegetale ai tannini (contenuti nel legno e in tutti i vegetali). Inoltre si notò anche che se la pelle era bagnata da acqua in cui le pietre del focolare, calcinate dal fuoco, si erano disciolte, il pelo delle pelli si staccava molto facilmente dalla pelle, consentendo usi più numerosi della pelle.
Le aldeidi, i tannini e la calce (il calcare delle pietre per effetto del calore si trasforma in calce viva (CaO) che con acqua forma calce spenta (Ca(OH)2)) sono sostanze che ancora oggi, seppure con metodi diversi, vengono utilizzate nei moderni processi conciari.
Per molti secoli la tecnologia conciaria è rimasta praticamente invariata, con l'uso quasi soltanto di acqua, calce, tannini vegetali e grassi animali (solo piccole quantità di pelli erano conciate con allume, cioè all'alluminio, ottenendo un cuoio bianco ma non resistente all'acqua) e tanta attività manuale. Nella seconda metà dell'Ottocento fu introdotto il bottale, una macchina costituita da un cilindro ruotante intorno al proprio asse. L'acqua, le pelli e i prodotti chimici venivano introdotti nel bottale, che veniva poi fatto girare più o meno velocemente. L'azione meccanica di rotazione favorisce in modo notevole la penetrazione dei prodotti all'interno della pelle e quindi il processo conciario, che in precedenza durava molti mesi, ne risultò molto accelerato. L'introduzione del bottale ha rappresentato il primo passo per la trasformazione dell'attività conciaria da attività prettamente artigianale ad attività più propriamente industriale.
Il passo forse più importante verso una radicale trasformazione della produzione conciaria fu tuttavia la scoperta, verso la fine dell'Ottocento-inizi del Novecento, della concia al cromo, cioè della capacità conciante dei composti del cromo trivalente (Cr+3) che sono in grado di legarsi stabilmente alla pelle rendendola imputrescibile. Questo tipo di concia è ormai di gran lunga il più diffuso (l'85-90% di tutti i cuoi prodotti nel mondo sono conciati al cromo) a causa della sua semplicità, rapidità (poche ore invece che giorni), flessibilità (con la concia al cromo si può produrre qualsiasi tipo di cuoio, eccetto il cuoio da suola per scarpe), economicità.
Il bottale, la concia al cromo, gli enormi sviluppi della chimica negli ultimi anni, l'introduzione anche nell'industria conciaria di moderne tecnologie (laser, stampa ink-jet, informatica) hanno ormai trasformato l'attività conciaria in una vera industria, che ancora oggi, come nella preistoria, trasforma un rifiuto della ben più importante industria alimentare in un prodotto utile e durevole, adatto per la produzione di innumerevoli oggetti.

## Lavorazione conciaria

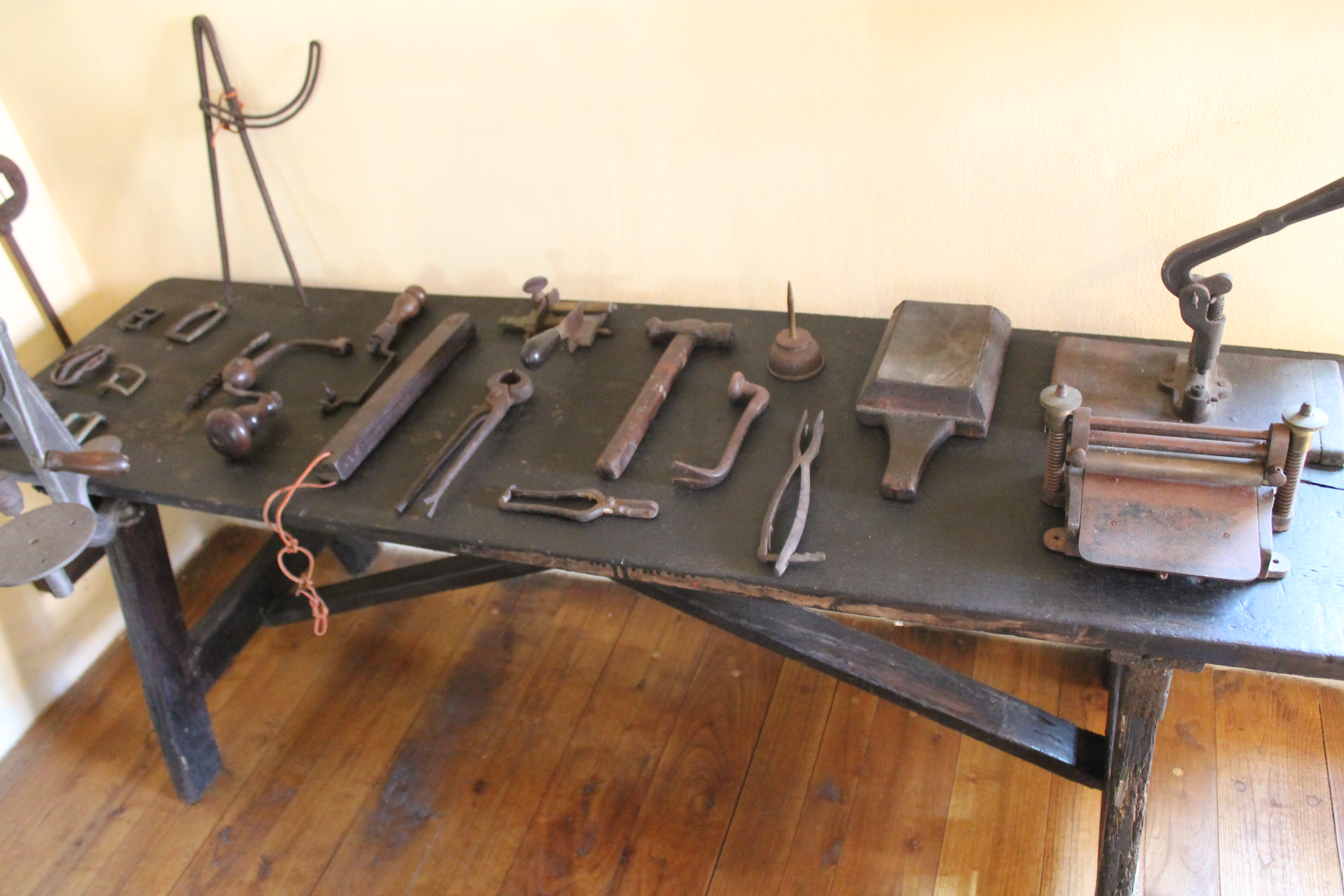
Attrezzi utilizzati dai conciatori agli inizi del Novecento (coll. Museo delle conce di Bosa)

Subito dopo l'abbattimento dell'animale iniziano i processi di degradazione dei tessuti. Prima ancora di arrivare alla putrefazione, ciò determina danni più o meno gravi alla pelle che ne fanno rapidamente decadere la qualità e il valore dal punto di vista conciario. Inoltre, poiché quasi sempre le concerie non sono collocate sufficientemente vicine ai luoghi di produzione delle pelli, i tempi tra la scuoiatura e l'inizio della lavorazione conciaria sarebbero troppo lunghi e i processi di degradazione rischierebbero di distruggere le pelli. Si rende quindi necessario "conservare" le pelli fresche, cioè bloccare il processo di degradazione per un tempo sufficiente al trasporto presso la conceria e all'inizio della lavorazione.

### Conservazione
La conservazione deve essere effettuata il più rapidamente possibile e consiste nel creare all'interno della pelle condizioni tali da rendere impossibile la vita e lo sviluppo di batteri e microorganismi che producono gli enzimi della putrefazione.
I metodi di gran lunga più utilizzati sono la salatura e l'essiccamento.

#### Salatura
La salatura consiste nel saturare la pelle con sale comune (cloruro di sodio, NaCl) di origine marina o minerale. Il sale penetra molto rapidamente nella pelle (la pelle contiene circa il 65% di acqua), produce una parziale eliminazione di acqua per effetto osmotico mentre l'acqua restante diviene una soluzione satura di sale. Queste condizioni sono assolutamente inadatte alla vita e allo sviluppo dei microorganismi e quindi i processi putrefattivi restano inibiti.
La salatura è il processo di conservazione più adatto per pelli di spessore elevato, come per esempio le pelli bovine, perché il sale penetra rapidamente nell'intero spessore. Per la salatura con sale solido si utilizza dal 25% fino al 50% di sale sul peso della pelle grezza, mediamente 40%.
È un processo molto efficiente, economico, facile da applicare e quindi molto diffuso. Ha lo svantaggio che, una volta giunte in lavorazione, le pelli rilasciano tutto il sale che contengono (circa il 15% del loro "peso salato") che quindi finisce nelle acque di lavorazione. Il sale non è un prodotto tossico o nocivo ma comunque determina una modifica della flora e della fauna delle acque dei corpi ricettori (fiumi, canali, laghi). Non esistono sistemi per eliminare il sale dalle acque in modo efficace e a costi ragionevoli, per cui gli impianti di depurazione delle acque conciarie, pur molto efficienti nell'abbattere tutte le altre sostanze inquinanti, non sono efficaci nei confronti dei sali.
Il sale di conservazione quindi rappresenta oggi il principale problema dell'industria conciaria per quanto riguarda l'inquinamento delle acque, mentre gli altri sono risolti sia pure con aggravio di costi. Numerosi studi sono in corso in tutto il mondo per trovare sistemi di conservazione alternativi alla salatura.

#### Essiccamento
L'altro sistema di conservazione è l'essiccamento. Esso consiste nell'eliminare dalla pelle quanta più acqua è possibile (fino a un contenuto del 12-15%). In tal modo si determinano ancora condizioni inadatte alla vita e allo sviluppo dei microorganismi che hanno assoluto bisogno di acqua. L'eliminazione dell'acqua, naturalmente, deve avvenire rapidamente o almeno prima che inizino i processi putrefattivi e deve riguardare l'intero spessore della pelle.
L'aspetto certamente migliore di questo tipo di conservazione è che la lavorazione delle pelli essiccate non produce impatti inquinanti poiché non vi sono scarichi tossici o nocivi per la biodiversità animale e vegetale.
L'essiccazione, tuttavia, è un processo adatto solo per pelli sottili, per le quali la migrazione dell'acqua dagli strati interni è più rapida (l'evaporazione dell'acqua avviene solo dalle due superfici esterne della pelle e quindi l'acqua contenuta all'interno, per evaporare, deve prima migrare e diffondere dagli strati interni a quelli più esterni, processo che è piuttosto lento). 
L'essiccazione, quindi, è il sistema di conservazione più adatto alle pelli ovine e caprine mentre non si presta alla conservazione delle pelli bovine, le più numerose.

#### Altri sistemi di conservazione
Sono stati proposti anche altri sistemi di conservazione (irraggiamento con raggi γ, trattamento con silicati, con prodotti antibiotici, ecc.) ma non hanno trovato applicazione o per costi elevati o per efficacia limitata nel tempo.
L'unico sistema che ha trovato una sia pur limitata applicazione è la conservazione con il freddo.
Subito dopo la scuoiatura, le pelli vengono rapidamente raffreddate a una temperatura di +2-4 °C. Se mantenute in tali condizioni le pelli possono essere conservate per circa 10 giorni, anche 15 giorni se si utilizzano antimuffa o antibatterici.
Il sistema, tuttavia, richiede una catena del freddo (mattatoio-trasporto-magazzini) e comunque può essere applicato solo se la distanza tra il luogo di produzione delle pelli e il luogo di lavorazione non sia troppo grande. Ha trovato pertanto una qualche applicazione in Germania, in Austria (nazioni con elevata capacità di produzione di pelli ma con modesta capacità dell'industria conciaria nazionale) e in aree conciarie del Nord Italia, più vicine alle zone di produzione del Nord Europa. L'Industria conciaria italiana, d'altra parte, ha una capacità produttiva notevolmente superiore a quella di produzione delle pelli fresche e quindi è costretta a importare pelli da tutto il mondo, anche da aree geograficamente molto lontane come America del Nord e del Sud, Australia, Nuova Zelanda, Medio ed Estremo Oriente. I tempi di trasporto da queste zone sono quindi molto lunghi (anche alcuni mesi) per cui la conservazione con freddo non è possibile.
La salatura, quindi, resta ancora il sistema di conservazione principale per le pelli pesanti fino a quando non sarà trovato un sistema alternativo ugualmente efficiente, rapido ed economico.

### Processo conciario
Il processo conciario è piuttosto lungo e complesso. È sostanzialmente un processo chimico costituito da più fasi successive intervallate da operazioni meccaniche.
L'intero processo può essere suddiviso in 3 macrofasi:
1. concia
2. riconcia
3. rifinizione

Ciascuna di tali macrofasi, poi, è suddivisa in fasi con scopi specifici.
Una particolarità del processo conciario è che alcune operazioni, sia meccaniche che chimiche possono essere effettuate in punti diversi del processo, a seconda delle caratteristiche del cuoio che si vogliono ottenere o, talvolta, delle esigenze organizzative delle aziende.
Tutte le operazioni chimiche fino ai trattamenti post-concia vengono effettuate con impiego di acqua nel bottale, la macchina tipica di conceria. Sostanzialmente il bottale è costituito da un cilindro ruotante intorno al proprio asse e nel quale vengono immessi l'acqua, le pelli e i reagenti chimici. Inizialmente era semplicemente un cilindro di legno rotante, oggi è una macchina complessa controllata da computer, con possibilità di regolare immissione acqua, velocità e senso di rotazione, apertura e chiusura porta, immissione di reagenti, regolazione della temperatura, controllo del peso (se montato su celle di carico). È pertanto possibile eseguire una "ricetta" di lavorazione in modo automatico, evitando molte possibilità di errori dovuti alla manualità. La maggior parte dei bottali sono ancora in legno ma i bottali possono essere anche in acciaio o resine.
Esistono anche macchine alternative al bottale, come per esempio i mixer o bottali a immersione (tipo lavatrici domestiche) ma i reattori più diffusi sono ancora i bottali.
Le dimensioni sono diverse a seconda dell'operazione da eseguire e possono giungere fino a 4 × 5 m per i bottali da calcinaio.

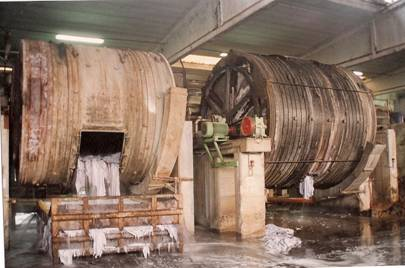
Bottali al lavoro

#### Preparazione alla concia
Le operazioni di preparazione alla concia costituiscono le cosiddette operazioni di riviera (in alcune zone detta "ginestrella"). Il nome richiama chiaramente il francese rivièrette poiché sono le fasi che richiedono la maggior quantità di acqua e quindi molte di tali operazioni venivano effettuate in riva ai fiumi.
Le operazioni di preparazione alla concia o riviera, a partire alla pelle grezza (conservata), possono essere così raggruppate:
1. rinverdimento
2. (scarnatura)
3. depilazione
4. calcinazione
5. scarnatura
6. spaccatura
7. decalcinazione
8. macerazione
9. sgrassaggio

##### Rinverdimento
Il rinverdimento ha lo scopo di ridare alla pelle l'acqua che aveva perduto nel processo di conservazione, eliminare lo sporco, il sangue, lo sterco e il sale nel caso di pelli conservate per salatura.
Viene effettuato in aspo o in bottale a seconda della materia prima che stiamo trattando con l'impiego di acqua e quantità variabili di tensioattivi dipendenti dal tipo di conservazione a cui le pelli sono state sottoposte. Talvolta sono impiegate piccole quantità di prodotti chimici ( enzimi proteolitici, uree ) al fine di accelerare il processo di reidratazione stesso ed iniziare ad eliminare alcune sostanze contenute nella pelle inutili o dannose ai fini conciari come grassi, proteine idrosolubili, sali, ecc.

##### Scarnatura
La scarnatura è un'operazione meccanica con la quale vengono eliminati i tessuti sottocutanei residui dei tessuti di connessione della pelle alla carcassa dell'animale.

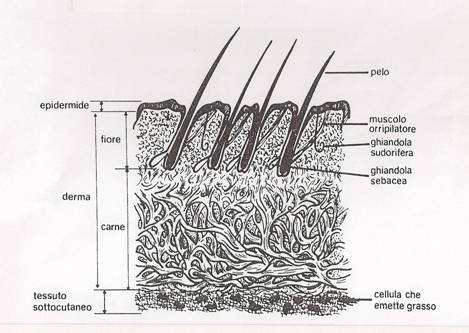
schema di una sezione di pelle bovina grezza

Lo schema della figura (a fianco) illustra la struttura di una pelle grezza: le parti della sezione della pelle che interessano dal punto di vista conciario sono lo strato fiore o papillare e lo strato carne o reticolare. Questi due strati insieme costituiscono il derma. Entrambi sono costituiti da fibre di collagene, una proteina, più sottili e disposte prevalentemente in senso orizzontale nello stato fiore, più grosse e disposte in tutte le direzioni nello strato papillare.
Le altre parti della pelle grezza vengono eliminate nel corso della lavorazione. In particolare il tessuto sottocutaneo viene eliminato meccanicamente con la scarnatura (v. oltre) mentre l'epidermide e il pelo vengono eliminati chimicamente nel calcinaio (v. oltre) a meno che, ovviamente, non si debba produrre una pelle per pellicceria o comunque con pelo.
Tuttavia di solito la scarnatura non viene effettuata in questo punto del processo in quanto la pelle rinverdita o fresca ha una consistenza flaccida e non si presta bene alla scarnatura. Inoltre la presenza del pelo e talvolta di sterco e sporco non ancora eliminati, che aumentano in alcune zone lo spessore, fanno sì che la macchina possa tagliare non solo il tessuto sottocutaneo ma anche la pelle stessa, danneggiando quindi la qualità del cuoio finale. Per tali motivi la scarnatura viene quasi sempre effettuata dopo la depilazione-calcinazione, quando la pelle non ha più pelo e sterco, è gonfia e turgida e si presta bene all'azione dei coltelli elicoidali della "macchina a scarnare".

##### Depilazione e calcinazione
La depilazione e la calcinazione sono operazioni chimiche che hanno scopi diversi.
La depilazione serve a eliminare pelo ed epidermide, e viene quindi effettuata sempre, a meno che non si debba produrre una pelle con pelo o una pelliccia.
La calcinazione serve ad allentare l'intreccio fibroso della pelle. Inoltre, nel corso della calcinazione avvengono altre reazioni chimiche, che verranno descritte più oltre, utili ai fini conciari.
Poiché depilazione e calcinazione vengono effettuate con gli stessi prodotti chimici, in realtà le due fasi vengono condotte contemporaneamente e pertanto si parla correntemente di una fase depilazione-calcinazione o, più semplicemente, di calcinaio.
La depilazione viene effettuata nel caso più frequente con agenti riducenti, in particolare solfuro di sodio (Na2S) e calce (Ca(OH)2, idrossido di calcio).
La cheratina, cioè la principale proteina di cui sono fatti pelo ed epidermide, è una proteina molto stabile a causa della presenza nelle sue molecole di ponti disolfuro -S-S- contenuti nella molecola dell'amminoacido cistina, uno dei costituenti la cheratina. Per solubilizzare la cheratina, quindi, è necessario rompere questo legame disolfuro in modo da rendere più facilmente attaccabile la cheratina e solubilizzarla. Il chimismo della depilazione è piuttosto complesso, controverso e non ancora ben chiarito. Certamente il ponte disolfuro viene rotto eliminando la causa della stabilità della cheratina che quindi può essere facilmente solubilizzata. La presenza della calce stabilizza il pH del bagno di depilazione intorno a 12,5, ottimale per la depilazione e per l'azione riducente del solfuro o del solfidrato.
Il pH fortemente alcalino della soluzione di calce e solfuro produce anche effetti secondari.
Parte dei grassi naturali viene saponificata, solubilizzata e quindi eliminata dalla pelle.
Parte dei gruppi ammidici laterali della catena proteica del collagene viene trasformato in gruppi carbossilici liberi con formazione di ammoniaca
Glutammina e Asparagina: Aa – CONH2
Aa – CONH2 + OH- → Aa – COO- + NH3
I gruppi carbossilici così formati si aggiungono a quelli già naturalmente presenti sulle molecole di collagene e che costituiscono i siti di complessazione per i metalli concianti.
Quindi il calcinaio, aumentando le possibilità di legame con il metallo conciante, facilita la concia minerale in genere e quella al cromo in particolare.
Infine, la forte alcalinità favorisce la solubilizzazione delle proteine globulari e astrutturate contenute nella pelle, non utili ai fini conciari, inducendo anche una parziale idrolisi alcalina delle catene del collagene. Anche i proteoglicani, macromolecole con scheletro proteico e catene laterali glicosidiche, vengono abbastanza facilmente idrolizzati ed eliminati.
Tutte queste azioni collaterali del calcinaio sono tanto più pronunciate quanto più la permanenza delle pelli nel bagno di calcinaio è prolungata e la temperatura è elevata (comunque entro i 40 °C, per evitare danni irreparabili alla pelle).
Il calcinaio, quindi, oltre a eliminare il pelo e l'epidermide, elimina molte sostanze dannose o inutili, distribuisce in modo uniforme i grassi naturali residui e separa le fibre per cui il cuoio risultante è più morbido.
La separazione delle fibre è favorita anche dal notevole gonfiamento osmotico prodotto dall'elevato pH e dalla presenza a elevate concentrazioni degli ioni Na+, Ca++ e OH- per cui la pelle si rigonfia di acqua. La pelle calcinata (cioè che ha subito il calcinaio) si presenta pertanto molto gonfia, turgida e translucida. In queste condizioni si presta bene all'operazione di scarnatura perché i tessuti sottocutanei, divenuti turgidi anch'essi, vengono tagliati facilmente dalle lame elicoidali dei cilindri della macchina scarnatrice. La scarnatura, quindi è più facile e dà risultati migliori se effettuata su pelli calcinate, per cui nella maggior parte dei casi la scarnatura viene effettuata dopo il calcinaio piuttosto che dopo il rinverdimento.
Dopo il calcinaio viene anche effettuata, se necessario, la spaccatura.
Le pelli calcinate, come già detto, si presentano gonfie e quindi con uno spessore notevolmente aumentato. Essendo anche turgide, possono facilmente essere spaccate in due o, più strati. Questa operazione è quasi sempre necessaria per le pelli bovine pesanti, che hanno naturalmente uno spessore troppo grande per poter risultare utili a produrre manufatti. Viene effettuata con una macchina detta spaccatrice. La pelle calcinata viene spinta da due cilindri zigrinati contro una lama a nastro che taglia la pelle in due strati parallelamente alla sua superficie. Lo strato superiore, che contiene la grana, cioè il disegno tipico della pelle bovina conferita dalla disposizione dei follicoli piliferi, costituisce lo strato fiore, mentre lo o gli strati inferiori, che non hanno ovviamente la grana, costituiscono la crosta.
In genere, quindi le pelli più sottili (ovine, caprine, vitelline) vengono solo scarnate ma non spaccate. Le pelli di bovine grandi, invece, vengono scarnate e spaccate in due o più strati.
La depilazione può anche essere effettuata in modo da recuperare il pelo. In particolare, per le pelli ovine viene utilizzato il metodo cosiddetto "per allattamento". Le pelli rinverdite vengono cosparse dal lato carne con una pasta contenente i prodotti chimici depilanti (calce e solfuro) che vengono lasciati agire per alcune ore. I prodotti chimici penetrano nella pelle fino a raggiungere il follicolo e attaccano la radice del pelo che si stacca molto facilmente. Questo metodo è in genere utilizzato per le pelli ovine in modo da poter recuperare la lana il cui valore commerciale è notevole.
La distruzione del ponte disolfuro -S-S- può anche essere ottenuta con ossidanti invece che con riducenti. A tal fine si usano acqua ossigenata, perborato, percarbonato, persolfato di sodio ecc. La depilazione ossidativa, tuttavia, è meno controllabile di quella con solfuro e richiede comunque una fase successiva di calcinazione. Per tali motivi, e per altre difficoltà di tipo tecnico, la depilazione ossidativa è poco utilizzata.
Infine, la depilazione può essere ottenuta anche con metodi enzimatici. Gli enzimi utilizzati sono del tipo proteolitico e attaccano preferenzialmente le precheratine e le proteine del follicolo pilifero per cui il pelo si stacca facilmente. Tuttavia poiché si tratta comunque di enzimi proteolitici viene attaccato anche il collagene della pelle che quindi può facilmente subire danni. Anche in questo caso, come per la depilazione ossidativa, dopo la depilazione si richiede una trattamento di calcinazione. In realtà, pertanto, la depilazione enzimatica, che presenterebbe molti vantaggi dal punto di vista ambientale, è poco o nulla applicata.

#### Decalcinazione
La pelle depilata e calcinata è, come già detto, gonfia, turgida e fortemente alcalina e in tale stato non potrebbe essere sottoposta alle operazioni chimiche successive. La decalcinazione serve per abbassare il pH alcalino a valori di circa 8-9, eliminare il gonfiamento e la turgidità, eliminare la calce e il solfuro.
Viene effettuata con agenti decalcinanti, cioè prodotti chimici lievemente acidi. Per le pelli bovine viene usato solfato di ammonio, ma possono essere usati anche altri prodotti come acidi organici deboli (acido lattico, glicolico, ecc.), acido borico, acido solfoftalico, bisolfito di sodio e altri.
La decalcinazione può anche essere effettuata immettendo anidride carbonica gassosa nel bottale. La diffusione all'interno della pelle è tuttavia piuttosto lenta, per cui nel caso delle pelli pesanti, che hanno uno spessore elevato, si richiede l'utilizzo anche di normali decalcinanti chimici. Il pH del bagno di decalcinazione deve comunque essere abbassato almeno fino a 8 perché a pH maggiori si formerebbe CaCO3 insolubile che darebbe luogo a difetti di vario tipo sul cuoio finito. A pH 8 o inferiore il CaCO3 si trasforma in Ca(HCO3), bicarbonato di calcio, solubile in acqua, e si evitano, quindi, gli inconvenienti descritti. L'uso della CO2, naturalmente, richiede l'impiego di strumentazioni e apparecchiature per il magazzinaggio e la distribuzione del gas ai bottali.

#### Macerazione
La macerazione è un'operazione enzimatica che ha lo scopo di completare la decalcinazione, eliminare residui di altre sostanze interfibrillari non utili, allentare la struttura fibrosa in modo da favorire l'espulsione dei pigmenti della pelle (melanine) e delle radici di pelo rimaste ancora inglobate e produrre un cuoio più soffice e morbido.
In passato veniva effettuata con bagni di sterco di cane o di uccelli, ricchi di enzimi pancreatici, poi con enzimi pancreatici estratti da organi animali, oggi con enzimi pancreatici ottenuti da batteri modificati con ingegneria genetica.
La macerazione può essere controllata mediante la quantità e l'attività del prodotto enzimatico, la temperatura del bagno, la durata, e può anche non essere effettuata. Se per esempio si intende produrre un cuoio piuttosto rigido e poco flessibile, la macerazione può non essere effettuata o essere condotta in modo molto blando.

#### Sgrassaggio
Lo sgrassaggio serve a eliminare o almeno a ridurre il grasso naturale della pelle che potrebbe determinare difficoltà nell'assorbimento e fissazione dei prodotti chimici e difetti di vario tipo sul cuoio finito.
Alcuni tipi di pelli contengono quantità notevoli di grassi. Pelli ovine provenienti da Australia o Nuova Zelanda possono arrivare a contenere fino al 30% o al 50% in peso di grassi. Altri tipi, come le pelli di capretto o di capra, spesso anche le pelli di vitello e bovine, ne contengono quantità modeste. Inoltre il grasso naturale non è distribuito in maniera uniforme nella pelle e quindi la disuniformità di distribuzione determinerebbe disuniformità di distribuzione e fissazione anche dei reagenti chimici, in particolare concianti e coloranti. Le pelli suine, al contrario di quanto potrebbe sembrare, non hanno un contenuto di grasso molto alto perché la maggior parte del grasso naturale è nel tessuto subcutaneo e quindi viene eliminato meccanicamente con la scarnatura. Il contenuto effettivo della pelle suina dopo scarnatura è del 5-8%.
Una parte del grasso naturale è già stato eliminato nel calcinaio e nella macerazione ma spesso la quantità rimanente è ancora troppo alta. Lo sgrassaggio, quindi, serve a eliminare il grasso in eccesso e a distribuire in maniera più uniforme il grasso residuo.
Viene effettuato con l'impiego di tensioattivi ionici o non ionici, ma talvolta, nel caso di pelli molto grasse, anche con solventi emulsionati (questa tecnologia tuttavia viene progressivamente abbandonata per ovvi motivi ecologici).

### Concia
Dopo le operazioni di riviera la pelle è tuttavia ancora putrescibile e deve pertanto essere sottoposta alla concia.
La concia è l'operazione chimica che trasforma la pelle putrescibile in un materiale imputrescibile, cioè il cuoio. 
Dopo decalcinazione e macerazione la pelle è pronta per reagire con gli agenti concianti.
Come già accennato, esistono numerosi tipi di concia. Descriveremo in maniera alquanto più dettagliata i due tipi di concia più diffusi, cioè la concia al cromo e la concia al vegetale, mentre daremo solo cenni sommari degli altri tipi di concia (all'alluminio, allo zirconio, alle aldeidi, all'olio, ecc.)

#### Concia al cromo
È il tipo di concia di gran lunga più diffuso. Si valuta che circa l'80-90% di tutti i cuoi prodotti nel mondo siano conciati al cromo. 
La concia al cromo è relativamente semplice da eseguire, è economica, abbastanza rapida e sufficientemente flessibile. In pratica con la concia al cromo si può produrre cuoio adatto a qualsiasi scopo (eccetto cuoio per suola di calzature).
La concia al cromo è fondata sulla capacità del cromo trivalente (Cr3+) di formare complessi con i gruppi carbossilici del collagene (di cui sono costituite le fibre della pelle). Questa capacità è limitata al cromo trivalente e quindi la forma esavalente (Cr6+) come nei cromati e bicromati, non ha alcun interesse dal punto di vista conciario. All'inizio dell'impiego della concia al cromo (fine Ottocento - inizio Novecento) cromati e bicromati venivano utilizzati per produrre sali di cromo trivalente in conceria per riduzione con melassa o altri riducenti. Ma ormai da tempo i sali di cromo trivalenti sono divenuti disponibili sul mercato a costi minori e quindi in conceria vengono utilizzati esclusivamente sali o composti del cromo trivalente.
Prima di far reagire il conciante al cromo, tuttavia, la pelle viene sottoposta al piclaggio, che consiste nel trattare la pelle con una soluzione di sale comune e acido (di solito acido solforico e acido formico) oppure uno dei due singolarmente utilizzati a seconda del risultato finale che si intende ottenere. Ciò per facilitare la penetrazione del conciante all'interno della pelle.
La pelle calcinata e decalcinata, infatti, ha un punto isoelettrico di circa 4 e quindi al pH neutro (dopo la decalcinazione, macerazione, sgrassaggio la pelle ha pH circa 7) il collagene ha carica nettamente negativa. In tali condizione il cromo trivalente, carico positivamente, avrebbe forte tendenza a reagire favorito dall'attrazione elettrostatica e si fisserebbe rapidamente solo negli strati più esterni della pelle lasciando non conciati gli strati più interni. Inoltre a pH superiore a 4-4,5 il Cr3+ forma idrossido insolubile e non potrebbe più fungere da conciante, È necessario, quindi, ridurre il pH del bagno per evitare la precipitazione dell'idrossido di cromo e per portare la pelle al di sotto del suo punto isoelettrico. La pelle in tali condizioni assume carica prevalentemente positiva e il Cr3+ non ha più capacità reattiva nei suoi confronti. Il cromo quindi può facilmente diffondere negli strati più interni della pelle (la diffusione è fortemente accelerata dai movimenti nel bottale).
Quando sia stata raggiunta la completa penetrazione della pelle, però, è necessario ripristinare la reattività pelle-cromo e ciò viene ottenuto con la basificazione che consiste nell'innalzare lentamente il pH del bagno fino a valori intorno a 4. In tal modo la pelle riacquista una carica lievemente negativa e il legame coordinato pelle-cromo può stabilirsi producendo la concia. L'aumento di pH inoltre favorisce l'olazione del cromo, cioè la formazione di legami tra atomi di cromo che portano alla formazione di catene di atomi di cromo di varia lunghezza, con conseguente aumento delle possibilità di legame intra e inter-molecolari con i gruppi carbossilici del collagene.
Il pH non deve comunque essere troppo alto per evitare la precipitazione del cromo (lo ione OH- è un complessante più forte del collagene e staccherebbe il cromo dal complesso con la pelle per formare l'idrossido).
Per il piclaggio, come già detto, si usa una soluzione di sale a 7 bè circa (80-100 g/l) tale da impedire il gonfiamento acido del collagene che lo danneggerebbe) e di acido, più frequentemente una miscela di acido solforico e di acido formico, aggiunto lentamente, fino a raggiungere un valore pH tra 2 e 3 stabile.
Per la basificazione si usano alcali blandi come bicarbonato di sodio, acetato e formiato di sodio, solfito di sodio, ecc. Il pH finale è molto vicino a 4.
La durata della concia al cromo è di 3-6 ore per pelli piccole e sottili  fino a un massimo di 20-24 ore per pelli bovine pesanti.
La quantità di conciate è tra 5 e 8% (su peso pelle calcinata e scarnata) di cromo espresso come Cr2O3, fornito più frequentemente sotto forma di solfato basico di cromo (CrOH(SO4)).
Al termine della concia la pelle conciata si presenta di colore verde-azzurro, con tonalità diverse a seconda dei prodotti utilizzati nel piclaggio e nella basificazione.
In tale stato, infatti, il cuoio conciato viene chiamato "wet-blue" con riferimento al fatto che è bagnato e ha un colore nel campo dell'azzurro.
Il wet-blue, essendo ormai stabile nel tempo, può anche essere commercializzato. Molti Paesi produttori di pelli, infatti, non disponendo della capacità tecnologica per produrre cuoio finito, preferiscono esportare wet-blue piuttosto che pelli grezze per usufruire di un maggior valore aggiunto. L'Italia, Paese importatore di grezzo, importa una crescente quantità di pelli allo stato wet-blue, il che, se da un lato rappresenta un vantaggio dal punto di vista ambientale (le fasi di riviera sono quelle che producono maggior inquinamento), dall'altro rappresenta uno svantaggio dal punto di vista della tecnologia conciaria, perché il conciatore si trova a dover lavorare un prodotto di cui non conosce la storia e spesso in partite disomogenee perché provenienti da piccole concerie diverse.

#### Concia al vegetale
La concia al vegetale o con tannini vegetali è la concia più antica. Fino alla fine del XIX secolo quasi tutti i cuoi erano conciati al vegetale.
I tannini vegetali sono sostanze complesse, a carattere fenolico, contenute in tutti i vegetali. Naturalmente alcuni vegetali ne contengono quantità maggiori, altri minori.
I tannini prendono il nome dalla pianta da cui provengono e si parlerà quindi di tannini di castagno, di scotano, di sommacco, di quebracho, di mimosa, di quercia, ecc. Danno tutti al cuoio conciato un colore nelle tonalità del marrone, più o meno intenso ma con fiamma diversa a seconda della pianta di provenienza.
Il meccanismo secondo cui si legano al collagene per dare la concia è completamente diverso da quello del cromo.
In questo caso si tratta di un legame idrogeno che si stabilisce tra i gruppi fenolici del tannino e i gruppi peptidici del collagene. Anche altri gruppi delle catene laterali della molecola di collagene intervengono nel legame.
Perché si abbia capacità di legame è necessario che il gruppo fenolico del tannino sia elettricamente scarico e quindi con un pH non acido.
Se invece si partisse da un bagno a pH acido si avrebbe una rapida fissazione soltanto negli strati esterni della pelle lasciando non conciati gli strati interni.
Anche in questo caso, quindi, è necessario disattivare le reattività del conciante per consentire una più rapida penetrazione all'interno della pelle. Una volta che il tannino sia penetrato, bisogna poi favorire la reazione di concia.
Sostanzialmente si tratta dello stesso meccanismo descritto per la concia al cromo soltanto che, in questo caso, essendo il chimismo diverso, le variazioni del pH per favorire penetrazione e fissazione sono di segno opposto.
La penetrazione del tannino, infatti, viene favorita utilizzando un pH non troppo acido (tra 5 e 6). In tali condizioni i gruppi fenolici dei tannini sono prevalentemente dissociati e non in grado, quindi, di formare legami idrogeno. Dopo che la penetrazione sia stata ottenuta, viene ripristinata la capacità di legame abbassando il pH con acidi in modo che i gruppi fenolici dei tannini ritornino indissociati e quindi in grado di formare legami idrogeno.
Le quantità di tannini utilizzati sono notevolmente superiori a quelle indicate per la concia al cromo, variando dal 15-20% per pelli piccole destinate a fodera o piccola pelletteria, al 40-50% per cuoi suola pesante.
Anche la durata della concia è notevolmente superiore e varia a seconda del metodo adottato:
- Nella concia lenta in vasca le pelli vengono immerse in vasche contenenti soluzioni di tannini a concentrazioni progressivamente crescenti. Di solito viene usata la tecnica detta "in controcorrente" perché le pelli vengono spostate da una vasca meno concentrata a una vasca più concentrata mentre il bagno segue il percorso inverso. La concia in vasca dura circa 30 giorni e serve a produrre cuoio da suola, molto pieno e poco flessibile.
- Nella concia rapida in botte si usa il bottale e a causa del movimento di rotazione si ottiene un cuoio più flessibile adatto per suola di scarpe da donna o per pelletteria. La concia in botte dura comunque 36-48 ore, ben più della concia al cromo.

#### Altri tipi di concia
La concia si può ottenere anche con altri concianti.
Nell'ambito delle conce minerali, oltre alla già descritta concia al cromo, esistono la concia all'alluminio, allo zirconio, al titanio.
Queste conce agiscono con un chimismo analogo alla concia al cromo (necessità del piclaggio per ottenere la penetrazione e della basificazione per ottenere la fissazione) ma le caratteristiche del cuoio ottenuto sono alquanto diverse.
Danno un cuoio bianco, più utile per tinture in toni molto chiari o pastello. Hanno una reattività nei confronti dei coloranti molto alta che talvolta deve essere attenuata con mezzi chimici per ottenere una tintura uniforme e penetrata. La stabilità idrotermica è inferiore perché mentre il cuoio conciato al cromo resiste benissimo anche all'acqua bollente, con queste conce il cuoio si contrae (si denatura) a temperature molto più basse, intorno a 75-85 °C, il che li rende non adatti per la realizzazione di alcuni manufatti. Sono in genere meno soffici e morbidi di quelli al cromo per cui richiedono trattamenti post-concia di ingrasso particolari.
Esiste anche una concia minerale al ferro ma è molto poco usata perché dà un cuoio molto scuro, con caratteristiche di flessibilità e morbidezza più simili al cuoio al vegetale.
Esistono poi molte conce definite come conce organiche che utilizzano come agenti concianti sostanze organiche prevalentemente di sintesi:
- la concia alle aldeidi utilizza aldeidi semplici o complesse. La più usata è l'aldeide glutarica, una dialdeide alifatica a corta catena. Altre aldeidi sono il gliossale, l'amidodialdeide, ecc.
- La concia ai tannini sintetici, con prodotti sintetici che simulano il comportamento dei tannini naturali.
- La concia con solfocloruri, prodotti di sintesi che si legano con legami molto stabili ai gruppi amminici del collagene liberando acido cloridrico che deve essere neutralizzato con alcali (di solito carbonato di sodio).
- La concia alle resine, con polimeri sintetici. Alcuni hanno capacità conciante nel senso che stabiliscono un legame tra le fibre della pelle (cross-linking), altre hanno invece soltanto una capacità riempiente nel senso che si depositano negli spazi interfibrillari ma senza stabilire un vero e proprio legame chimico.
- La concia all'olio, effettuata con olio di pesce che viene ossidato dopo assorbimento. Il chimismo è molto complesso e per alcuni aspetti è simile a quello della concia alle aldeidi (legame con i gruppi amminici liberi). Dà un cuoio giallo, molto morbido e flessibile, molto stabile all'acqua, ai solventi, ai tensioattivi, agli alcali, al sudore umano. È chiamato anche chamois. Viene utilizzato per la pulizia (le pelli gialle per la pulizia delle auto, erroneamente dette "pelli di daino"), per fodere e per guarnizioni di presidi ortopedici a contatto diretto e prolungato con la pelle umana.

Le conce che non utilizzano cromo sono anche dette chrome-free mentre le conce senza impiego di composti di metallo sono dette metal-free.

### Trattamenti post-concia
La pelle conciata non è ancora utilizzabile per produrre articoli. Si tratta di un materiale bagnato che anche se venisse asciugato darebbe luogo a un prodotto piuttosto rigido, cartonoso, poco flessibile e del colore tipico della concia con cui è stato ottenuto. Per trasformarsi in un prodotto commerciabile, utile per produrre manufatti, deve essere sottoposto a ulteriori trattamenti chimici e meccanici.
Nel caso di pelli conciate al cromo, che rappresentano la maggior parte dei cuoi prodotti nel mondo, lo schema delle operazioni post concia può essere così rappresentato:
1. messa a vento
2. rasatura
3. (spaccatura)
4. riconcia
5. tintura
6. ingrasso
7. messa a vento
8. asciugaggio
9. rifinizione

#### Messa a vento
La messa a vento è un'operazione meccanica con la quale viene eliminata la maggior parte dell'acqua che imbeve la pelle conciata. Il contenuto di acqua viene ridotto in modo da rendere possibili le successive operazioni di rasatura e, eventualmente, di spaccatura.
Si tratta in pratica di una pressatura della pelle che viene effettuata schiacciando la pelle tra due cilindri di cui quello superiore ricoperto di feltro.

#### Rasatura
Operazione meccanica effettuata con macchina a cilindri di cui quello superiore dotato di coltelli elicoidali. 
Con la rasatura si egualizza lo spessore in tutta la superficie e si eliminano residui di carniccio non eliminati con la scarnatura.
Si produce un residuo solido, la rasatura, che può essere utilizzato per produrre rigenerato di fibre di cuoio, o come filler in materiali sintetici.

#### Spaccatura
Questa operazione, come già detto, può essere effettuata in calce, cioè dopo il calcinaio o, come indicato, in blue, cioè dopo la concia al cromo.
La scelta sullo stato in cui effettuare la spaccatura delle pelli più spesse dipende dal prodotto che si intende ottenere (per es., la spaccatura in calce produce pelli più morbide e soffici) o dalla organizzazione aziendale.
La spaccatura viene necessariamente effettuata in blue nel caso in cui le pelli vengano importate allo stato wet-blue e a pieno spessore.

#### Riconcia, tintura e ingrasso
Si tratta di tre processi chimici che spesso, in particolare tintura e ingrasso, vengono effettuati insieme.
La riconcia è un trattamento con agenti concianti, spesso diversi da quello utilizzato per la concia principale, che serve a modificare nel senso desiderato le caratteristiche impartite dalla concia principale. Per es. se si desidera produrre un cuoio meno flessibile di un cuoio al puro cromo, si effettua una riconcia con tannini vegetali che hanno appunto la caratteristica di produrre un cuoio poco flessibile. Viceversa, se si desidera produrre un cuoio più flessibile e morbido da un cuoio al puro vegetale, si effettua una riconcia al cromo.
Spesso i concianti all'alluminio, zirconio o titanio vengono utilizzati come riconcianti per ottenere un cuoio più reattivo nei confronti dei coloranti e quindi colori più intensi e brillanti.
Viceversa i tannini vegetali e sintetici vengono utilizzati come riconcianti per ottenere una tintura più uniforme e/o più penetrata.
Ovviamente dal punto di vista strettamente tecnico la riconcia non è un'operazione indispensabile e, se non si desidera apportare modifiche, può anche non essere effettuata.
La tintura è l'operazione con cui si conferisce al cuoio il colore voluto.
Viene effettuata in bottale, a temperatura di 50-60 °C (nel caso di pelli al cromo) con coloranti, nel caso più frequente anionici ma anche metallorganici, sostantivi, cationici, ecc.
La penetrazione in sezione può essere regolata con mezzi chimici (penetrazione a pH vicino alla neutralità, fissazione a pH acido, riconcianti diversi, ecc) e chimico-fisici (temperatura, durata, velocità di rotazione del bottale).
Poiché la tintura non viene quasi mai effettuata con coloranti unitari ma quasi sempre con miscele di coloranti per ottenere un particolare colore o una specifica nuance, è opportuno che i coloranti che compongono la miscela vengano scelti con particolare cura in modo che abbiano quanto più è possibile simili caratteristiche chimiche (reattività, potere di penetrazione, comportamento al pH, ecc.) e chimico-fisiche (resistenza alla luce, solubilità nei solventi, ecc).
L'ingrasso è un'operazione che serve a introdurre tra le fibre della pelle un lubrificante che tenga separate le fibre stesse e consenta a esse di scorrere le une sulle altre. In tal modo il cuoio può assumere la flessibilità, la morbidezza e le altre caratteristiche merceologiche che dal cuoio o pelle ci si aspetta.
L'ingrasso è un'operazione indispensabile perché, se non venisse effettuata, eliminando l'acqua con l'asciugaggio le fibre del cuoio si avvicinerebbero stabilendo legami interfibrillari (deboli, ma comunque legami) per cui il cuoio dopo asciugaggio sarebbe comunque un materiale poco pieghevole, poco estensibile, poco morbido, piuttosto rigido e cartonoso.
Per l'ingrasso si usano oli o grassi di origine animale, vegetale o minerali (derivati dal petrolio). Naturalmente gli oli o grassi tal quali, per poter essere utilizzabili come ingrassanti per cuoio, vengono modificati chimicamente, o addizionati con emulsionanti, per renderli compatibili con l'acqua e soprattutto per conferire loro una parziale capacità di legame con il cuoio senza la quale verrebbero in breve tempo espulsi dal cuoio che quindi ritornerebbe un materiale non utilizzabile.
Sulle molecole degli oli o grassi vengono quindi introdotti gruppi idrofili anionici (solfonati, solfitati, solfato), cationici (ammonio quaternario) o non ionici.
Nel caso più frequente di ingrasso con prodotti anionici, il chimismo dell'ingrasso è del tutto simile a quello della tintura per cui, molto spesso, tintura e ingrasso vengono effettuati contemporaneamente.
Dopo l'ingrasso le pelli vengono lasciate riposare 24-48 ore per lasciar completare la fissazione di coloranti e ingrassanti, poi lavate con acqua raddolcita e infine messe a vento.

#### Messa a vento e asciugaggio

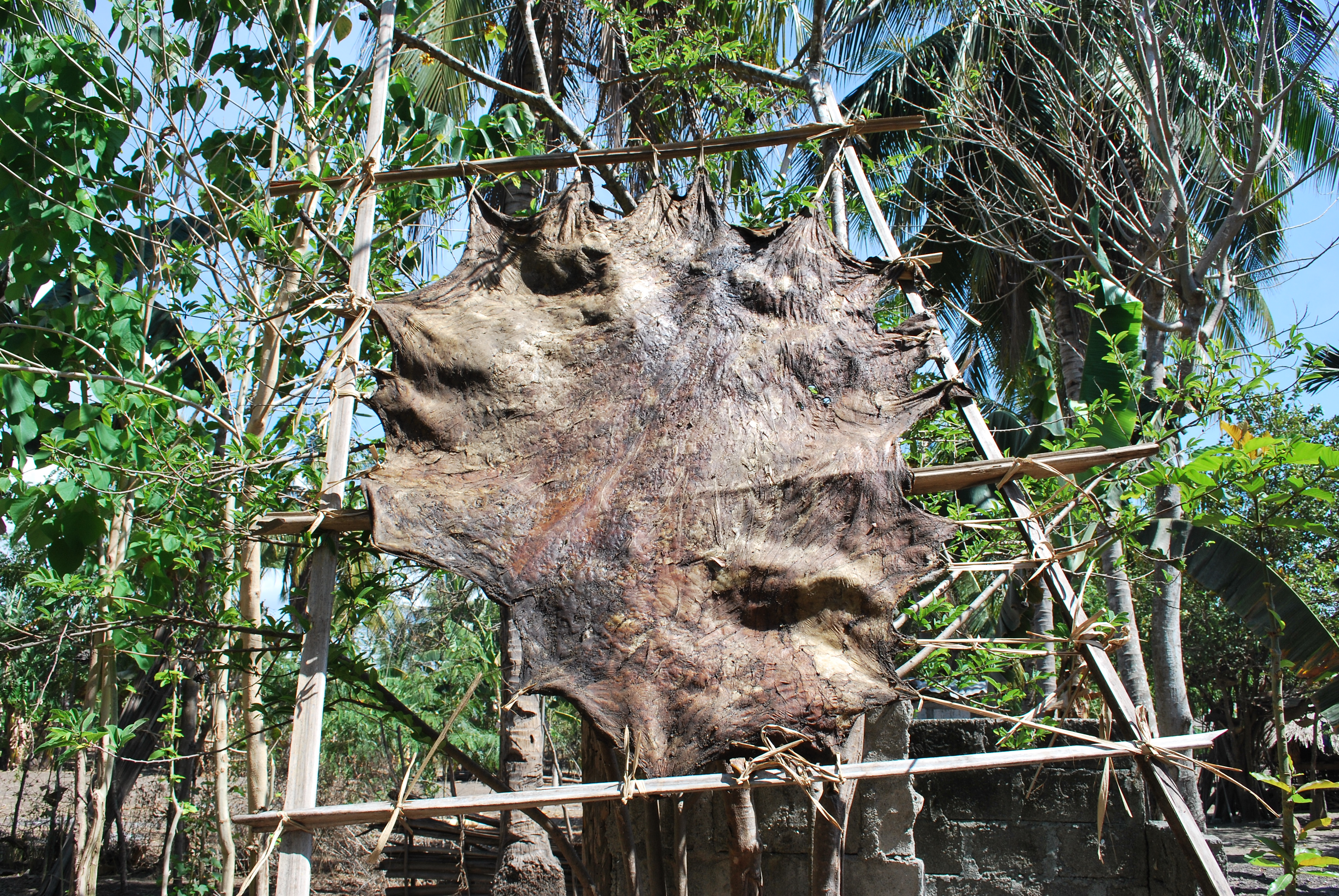
Asciugaggio tramite messa a vento per semplice esposizione in aria, in Suai

Con riconcia, tintura e ingrasso terminano le operazioni cosiddette "a umido" cioè con l'impiego di acqua. Le pelli possono ora essere asciugate.
Dopo la messa a vento, cioè la spremitura per eliminare meccanicamente l'eccesso di acqua, l'asciugaggio può essere effettuato con vari metodi:
- per semplice sospensione all'aria
- per sospensione e passaggio in un tunnel in cui circola aria calda a temperatura e umidità controllate
- per "inchiodaggio" cioè fissazione mediante apposite pinze su un telaio di acciaio forato e immissione in un tunnel con circolazione di aria calda
- per "pasting", cioè incollaggio della pelle con il fiore aderente a una lastra di acciaio o vetro e immissione nel tunnel ad aria calda
- per "sottovuoto", in cui la pelle viene fatta aderire su una piastra di acciaio sotto la quale circola vapore o acqua calda e sulla quale viene calato un coperchio all'interno del quale viene poi creata una depressione che facilita l'evaporazione dell'acqua e aspira il vapore
- con microonde, che producono riscaldamento nell'intero spessore della pelle.

Tutti i sistemi mirano a ottenere un asciugaggio più rapido e uniforme e in tempi costanti rispetto all'asciugaggio per sospensione all'aria che dipende dalle condizioni atmosferiche (temperatura, umidità, ventilazione). La scelta del sistema di asciugaggio dipende non solo da fattori economici e di organizzazione aziendale ma anche sulla base del tipo di cuoio e della destinazione d'uso.

#### Rifinizione
La rifinizione è la fase finale e più complessa della lavorazione conciaria e comprende tutte le operazioni effettuate sulla pelle asciutta per modificarne la superficie dal punto di vista estetico, funzionale o di entrambi.
La rifinizione è meccanica e chimica.
La rifinizione meccanica può essere effettuata per lucidatura della superficie con una ruota di velluto, oppure stiratura e placcatura per ottenere una superficie piatta e liscia, per pressatura con piastre a rilievo allo scopo di avere l'impressione a rilievo di un disegno (stampa ad incisione), per bottalatura, cioè rotazione veloce a secco in bottale allo scopo di avere una superficie "mossa" e un fiore molto più evidente, la palissonatura per ammorbidire le pelli. L'inchiodatura per distenderle, la smerigliatura che può essere effettuata, per diversi scopi, dal lato carne o dal lato fiore.
La rifinizione chimica consiste nel ricoprire la superficie della pelle con un film più o meno spesso di materiale sintetico (resine acriliche, butadieniche, poliuretaniche) o naturale (caseine, albumine, filmogeni proteici, a base di cellulosa modificata) all'interno del quale possono essere contenuti pigmenti, coloranti, opacizzanti, lucidanti, ausiliari vari. Il film può essere fatto formare sulla superficie della pelle a partire da monomeri o oligomeri di diversa natura oppure può essere preformato e fatto aderire alla superficie della pelle con l'ausilio di adesivi.
Nel primo caso la miscela di legante filmogeno e ausiliari viene depositata sulla superficie della pelle a spruzzo, con rulli (roll-coater), con la velatrice (produzione di "verniciato").
Nel secondo caso, il film è più frequentemente di natura poliuretanica, di solito prodotto da aziende terze, con disegni di fantasia, con spessori diversi, su supporti diversi dal quale viene trasferito sulla pelle. Per tale motivo questo tipo di rifinizione viene spesso indicato genericamente come "rifinizione transfer".
Con la rifinizione mista vengono utilizzate sia la rifinizione chimica che quella meccanica, prima l'una e poi l'altra o viceversa.
A seconda di come si presenta la superficie, il cuoio si definisce:
- nubuck o nabuck se viene smerigliata dal lato fiore e non rifinita.
- pura anilina, se il fiore è completamente libero e soltanto lucidato alla ruota di velluto.
- anilina se il fiore ha soltanto da un sottilissimo film trasparente, colorato a base di aniline o incolore, ma senza pigmenti. Le pelli pura anilina e anilina sono sinonimo di altissima qualità e valore perché solo pelli di primissima qualità e lavorate con cura possono prestarsi a questo tipo di articolo. Le pelli di questo tipo sono molto poche per cui sono anche molto costose, benché molto delicate perché praticamente prive di protezione verso gli agenti esterni.
- semianilina, se il cuoio è ricoperto da un film sottile che contiene poco pigmento in modo che il disegno naturale della grana, tipico dell'animale da cui proviene, sia ancora visibile e identificabile
- coperto, se il fiore è ricoperto da un film più o meno spesso ma contenente pigmenti. Il fiore non è più visibile e solo l'occhio esperto può identificare il tipo di animale da cui proviene.

Negli ultimi tempi sono state applicate anche in conceria tecnologie sofisticate come il laser e la stampa ink-jet.
Il laser, in particolare, si è dimostrata una tecnologia molto versatile consentendo di ottenere dalla perforazione dell'intero spessore fino a incisioni dell'ordine di qualche micron. Poiché il laser può essere controllato da computer, si possono ottenere disegni ed effetti diversi e molto particolari.
La stampa ink-jet, mutuata dal mondo dei computer, consente un'elevata personalizzazione della stampa ma non risulta adatta per produzioni di massa.
Oggi le rifinizioni applicate alle pelli sono il frutto di un insieme di trattamenti chimici e meccanici complessi. La combinazione dei diversi tipi di rifinizione e l'uso di tecniche diverse, variamente combinate tra loro, hanno consentito alla fantasia dei tecnici della rifinizione la produzione di cuoi diversi e con effetti particolari, inimmaginabili fino a qualche tempo fa, sapientemente utilizzati da stilisti e operatori della moda per le loro creazioni.

## Misurazione
Il cuoio suola viene venduto a peso quindi l'unità di misura è il kg. Tutti gli altri tipi di cuoio finito vengono venduti in base alla superficie e quindi l'unità di superficie è il m² e suoi multipli e sottomultipli. L'unità di misura internazionale tuttavia è il piede quadrato (pq o sqft in inglese) costituito da un quadrato di 30,48 cm di lato. La legislazione europea pertanto consente, se lo si desidera, di affiancare alla misura ufficiale in m² quella nella unità di misura in pq purché riportata con evidenza non superiore a quella della misura in m².